# Gustavo Oroná
Gustavo Oroná (Cinco Saltos, Río Negro, 15 de junio de 1975) es un ex-baloncestista argentino. Actuó durante 19 temporadas en diversos clubes de la Liga Nacional de Básquet de Argentina, la máxima división del baloncesto profesional argentino. Es considerado un jugador emblemático del Andino Sport Club por el aporte que hizo al equipo cuando este competía en la élite nacional. También participó del Campeonato Argentino de Básquet en representación de la provincia de La Rioja y jugó torneos continentales con los seleccionados juveniles de baloncesto de Argentina. 
Tras retirarse, fijó residencia en la ciudad de La Rioja, donde es funcionario estatal del área de deportes y entrenador de equipos locales de baloncesto. Un miniestadio riojano de propiedad municipal lleva su nombre desde 2021.

## Trayectoria

### Clubes
| Club                        | País      | Año         |
| --------------------------- | --------- | ----------- |
| Independiente de Neuquén    | Argentina | 1991 - 1994 |
| Andino                      | Argentina | 1994 - 1997 |
| Deportivo Roca              | Argentina | 1997 - 1998 |
| Andino                      | Argentina | 1998 - 2002 |
| Gimnasia y Esgrima La Plata | Argentina | 2002 - 2005 |
| Regatas Corrientes          | Argentina | 2005 - 2006 |
| Boca Juniors                | Argentina | 2006 - 2008 |
| Libertad de Sunchales       | Argentina | 2008 - 2009 |
| Obras Basket                | Argentina | 2009 - 2010 |
| Facundo                     | Argentina | 2010 - 2014 |

## Selección nacional
Oroná formó parte del seleccionado de baloncesto sub-22 de la Argentina, participando del Campeonato Sudamericano de Baloncesto Sub-22 de 1996 en Brasil y del Campeonato FIBA Américas Sub-22 de 1996 en Puerto Rico. En ese grupo también estaban Emanuel Ginóbili, Leonardo Gutiérrez, Fabricio Oberto, Juan Ignacio Sánchez, Luis Scola y Lucas Victoriano, quienes luego constituirían el núcleo de jugadores internacionales argentinos que recibirían el apelativo de la Generación Dorada.